# Apoica
Genre
Apoica est un genre d'hyménoptères vespidés polistinés composé d'espèces nocturnes qui vivent en Amérique centrale et en Amérique du Sud (zone tropicale).

## Liste des sous-genres et espèces
- Apoica (Apoica) Lepeletier, 1836
  - Apoica (Apoica) albimacula (Fabricius, 1804)
  - Apoica (Apoica) ambracarina Pickett, 2003
  - Apoica (Apoica) ellenae Pickett, 2007
  - Apoica (Apoica) flavissima van der Vecht, 1972
  - Apoica (Apoica) gelida van der Vecht, 1972
  - Apoica (Apoica) pallens (Fabricius, 1804)
  - Apoica (Apoica) pallida (Olivier, 1792)
  - Apoica (Apoica) strigata Richards, 1978
  - Apoica (Apoica) thoracica du Buysson, 1906
- Apoica (Deuterapoica) Dalla Torre, 1904
  - Apoica (Deuterapoica) arborea de Saussure, 1854